# فرودگاه سووسوو
فرودگاه سووسوو (به انگلیسی: Savusavu Airport) یک فرودگاه همگانی با کد یاتا SVU است . این فرودگاه در کشور فیجی قرار دارد .

## شرکت‌های هواپیمایی و مقصدهای پروازی
| شرکت‌های هواپیمایی               | مقصدهای پروازی |
| ------------------------------- | -------------- |
| فیجی ایرویز اجرا توسط فیجی لینک | نادی، نوسوری   |